# 성룡의 빅타임
성룡의 빅타임(琉璃樽: Gorgeous)은 홍콩에서 제작된 곡덕소 감독의 1999년 코미디, 액션 영화이다. 성룡 등이 주연으로 출연하였고 성룡 등이 제작에 참여하였다. 이 영화는 홍콩 박스오피스에서 호조를 보였다.

## 출연

### 주연
- 성룡

### 조연
- 서기
- 양조위

## 제작진
- 미술: 해중문
- 무술감독: 성가반
- 무술감독: 성룡

## 한국어 더빙 성우진(KBS, 2001년 1월 20일)
- 김일 - 진자오 (성룡)
- 문선희 - 아부 (서기)
- 김승준 - 앨버트 (양조위)
- 문영래 - 아버지 (진송용)
- 김정희 - 어머니 (금연령)
- 이재용 - 노내화 (주성치)
- 성완경 - 융일 (임현제)
- 장호비 - 노부하 2
- 김경수 - 노부하 3
- 손선근 - 노부하 4
- 박규웅 - 진 비서 (나가영)
- 안종국 - 빌
- 김순영 - 비서
- 김희선 - 진 애인

## 수상 및 지명
- 1999년 제36회 금마장: Best Action Choreography(성룡) 후보
- 2000년 제19회 홍콩 영화상: Best Action Choreography(성룡, 성룡 스턴트 팀) 후보